# Radha Burnier

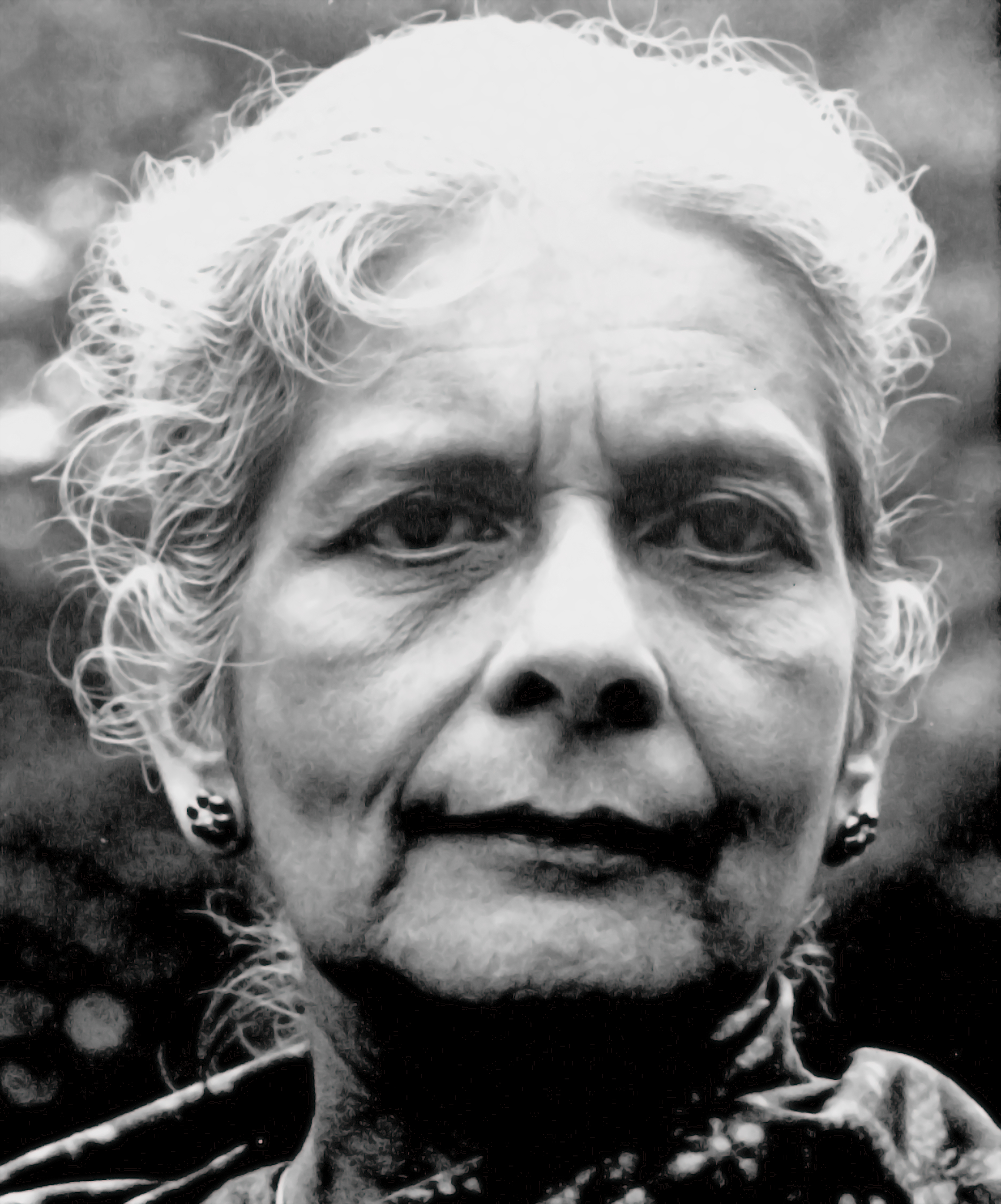
Radha Burnier

Radha Burnier (* 15. November 1923 in Adyar, Indien; geborene Radha Sri Ram; † 31. Oktober 2013 in Adyar, Indien) war eine indische Freimaurerin, Theosophin und ehemalige Präsidentin der Theosophischen Gesellschaft Adyar (Adyar-TG).

## Leben

### Kindheit, Jugend, Beruf und Ehe
Burnier wurde am 15. November 1923 in Adyar als Tochter von Nilakanta Sri Ram geboren. Dieser war von Jugend an mit der Theosophie verbunden und von 17. Februar 1953 bis zu seinem Tod am 8. April 1973 Präsident der Adyar-TG. Von dieser Seite wuchs Burnier praktisch von Geburt an mit der Theosophie auf, auch besuchte sie ausschließlich Theosophische bzw. von Theosophie beeinflusste Schulen. 1936 war sie die erste Schülerin in der von Rukmini Devi Arundale gegründeten Kalakshetra-Tanzschule, wo sie klassischen indischen Tanz erlernte. Später besuchte sie die Banaras Hindu University, die sie mit dem Master of Arts in Sanskrit abschloss. 1951 wirkte sie im Filmdrama The River von Jean Renoir in einigen Tanzszenen mit. 1984 ernannte die Nagarjuna University sie zum Ehrendoktor. Sie war Präsidentin der Olcott Education Society, einer Organisation, die in Indien mehrere Schulen betreibt. Daneben engagierte sie sich für den Tierschutz. Burnier heiratete um 1950 den Schweizer Fotografen Raymond Burnier (1912–1968), die Ehe blieb kinderlos.

### In der Adyar-TG
Burnier war seit ihrer Jugend in der Adyar-TG aktiv und arbeitete an zahlreichen Projekten in mehreren Ländern mit. 1954 (1959?) wurde sie Direktorin der Adyar Library, diese Funktion übte sie bis 1979 (1980?) aus und von 1960 bis 1978 war sie Generalsekretärin der indischen Sektion der Adyar-TG. Nach dem Tod von John Coats am 26. Dezember 1979 bewarb sie sich neben ihrer früheren Lehrerin Rukmini Devi Arundale um das Amt des Präsidenten der Adyar-TG. Schließlich erhielt sie die meisten Stimmen und war damit ab 17. Juli 1980 Präsidentin.

#### Als Präsidentin
Seit Jiddu Krishnamurti am 3. August 1929 den Order of the Star of the East aufgelöst hatte, war es zu einer starken Entfremdung zwischen ihm und der Adyar-TG gekommen, vollends brach die Verbindung mit dem Tod Annie Besants am 20. September 1933 ab. Seither stand die Adyar-TG der Person sowie den Lehren Krishnamurtis ablehnend gegenüber. Burnier, seit Kindheit mit Krishnamurti befreundet, lud diesen in ihrer Eigenschaft als Präsidentin 1980 offiziell nach Adyar ins Hauptquartier der Adyar-TG ein und setzte damit ein Zeichen der Versöhnung. In den folgenden Jahren kam es zu einer Annäherung beider Positionen und in den Ausgaben März 1986 und Mai 1995 der theosophischen Zeitschrift The Theosophist, erschienen überaus Krishnamurti-freundliche Artikel und wurden Fehler seitens der Adyar-TG eingestanden. Damit konnte Burnier eine alte Wunde schließen und zumindest einen Schritt in Richtung Entspannung setzen.
Die erste Deutsche Sektion der Theosophischen Gesellschaft war am 19. Oktober 1902 gegründet worden. Anlässlich der Feier 100 Jahre Adyar-TG in Deutschland, am 20. Juli 2002 in Berlin, besuchte Burnier Deutschland und nahm an den Festlichkeiten teil.

### Die Freimaurerin
Burnier war Mitglied im Le Droit Humain und Großkommandeurin der indischen Föderation.

## Werke
- Human regeneration, lectures and discussions. Theosophical Publishing House, Wheaton 1991, ISBN 81-7059-169-4.
- No Other Path to Go. Theosophical Publishing House, Wheaton 1985, ISBN 0-8356-7578-5.
- The Way of Self-Knowledge. Theosophical Publishing House, Wheaton 1993, ISBN 81-7059-216-X.
- Truth, Beauty, and Goodness. Theosophical Publishing House, Wheaton 1985, ISBN 0-8356-7576-9.

## Belege
1. ↑  Radha Burnier, president of Theosophical Society, dies at 90 (Memento des Originals vom 4. November 2013 im Internet Archive)  Info: Der Archivlink wurde automatisch eingesetzt und noch nicht geprüft. Bitte prüfe Original- und Archivlink gemäß Anleitung und entferne dann diesen Hinweis., abgerufen am 3. November 2013

| Personendaten    | Personendaten                                 |
| ---------------- | --------------------------------------------- |
| NAME             | Burnier, Radha                                |
| ALTERNATIVNAMEN  | Ram, Radha Sri (Geburtsname)                  |
| KURZBESCHREIBUNG | indische Autorin, Freimaurerin und Theosophin |
| GEBURTSDATUM     | 15. November 1923                             |
| GEBURTSORT       | Adyar, Indien                                 |
| STERBEDATUM      | 31. Oktober 2013                              |
| STERBEORT        | Adyar, Indien                                 |